# Berrien megye (Michigan)
Berrien megye az Amerikai Egyesült Államokban, azon belül Michigan államban található. Megyeszékhelye St. Joseph, legnagyobb városa Niles. Lakosainak száma 154 316 fő (2020. április 1.). Berrien megye Van Buren, LaPorte, Cass, Saint Joseph, Porter, Cook és Lake megyékkel határos.

## Népesség
A megye népességének változása:
| Lakosok száma | 156 781 | 156 414 | 155 946 | 155 252 | 154 636 | 154 316 |
|               | 2010    | 2011    | 2012    | 2013    | 2015    | 2020    |